# Bicicleta (álbum)
Bicicleta es el tercer álbum de estudio del grupo de rock argentino Serú Girán. Es reconocido como uno de sus mejores discos. Fue grabado entre septiembre y octubre de 1980, editado en noviembre y fue clave para su reconocimiento masivo. El disco fue convertido a formato CD tres veces: la primera fue en 1992 por la EMI Odeón Argentina, bajo el sello de Interdisc que todavía en aquel entonces distribuía; la segunda fue en el año 1994 por la compañía Polygram, después de la Interdisc haber sido comprada por la Polygram; y la tercera fue en el 2006 por la sucesora en intereses de la Interdisc/Polygram (y luego, después, de la EMI Argentina y la mayoría de la EMI excepto en parte de Europa), Universal Music. "Bicicleta" es el nombre que Charly García quería que tuviera la banda, pero como al resto de los miembros no les agradó, Charly lo dejó para algún álbum.

## Historia

### Antecedentes y grabación
La idea original era grabar un disco doble, pero fue descartada posteriormente por razones de costos. Entre los temas que quedaron relegados, figuran "Parado en medio de la vida", "Veinte trajes verdes" y "José Mercado", que aparecerían en el disco Peperina (1981). Uno de los lados del disco que finalmente no fue editado iba a estar compuesto por temas grabados en vivo. Además el disco cuenta con canciones que se convertirán en clásicos de la banda como "Canción de Alicia en el país", "Encuentro con el Diablo" y "Desarma y sangra". Al grupo no le gustaba el solo que realizaba Charly García en "Tema de Nayla", así que David Lebón invitó al pianista de jazz Diego Rapoport para que ejecutara esa parte jazzera.

### Contexto
Lanzado en el año 1980, se ve envuelto en un enrarecido ambiente. Músicos del rock nacional son invitados a una "reunión" con una suerte de asesor del presidente de facto Videla, con el supuesto objetivo de escuchar la voz de la juventud argentina, sobre la situación que se vivía, el rock no corría peligro mientras no se pasaran de listos. Se ha corrido el bulo de que este triste episodio se ve reflejado en la letra de la canción "Encuentro con el Diablo" pero esto no es cierto, ya que no fue compuesta originalmente con esa intención sino que fue compuesta en la estancia de Charly y Lebón en Búzios antes de esa "reunión", como afirmó Lebón en varias ocasiones. Una crítica a la violencia y represión militar se puede apreciar en "Canción de Alicia en el país", originalmente compuesta para una película de 1976 (dicha versión no tenía aún todas las estrofas) que terminó transformándose en un testimonio contra la dictadura. A pesar de esto, la canción no fue censurada. Por otro lado el 80 es el año en el que se produce una fuerte llegada a la Argentina del sonido de la llamada New Wave, y Serú, todavía seguía fiel a su estilo. Por lo tanto en los temas "A los jóvenes de ayer" y "Mientras miro las nuevas olas", la crítica es tanto hacia los músicos de antes como los de la llamada "Nueva ola", a los primeros por su contradicción entre sus antiguos ideales y lo que terminaron siendo y a los segundos por simular ser algo realmente nuevo, cuando en realidad son lo mismo que ya se vio antes, con otra imagen. "Desarma y sangra" muestra una actitud (en este caso de su autor, Charly García) de soledad y desamparo. "Cuánto tiempo más llevará" es una poesía que habla de lo que uno espera y desespera, pero que finalmente no llega. "Tema de Nayla" es un tema de Lebón a su hija y "Luna de marzo" es únicamente instrumental. Bicicleta es considerado[¿por quién?] el disco más serio y profundo a nivel lírico de Serú Girán.
Musicalmente hablando, Bicicleta es un disco sólido y con incursiones en el rock progresivo, apareciendo muy interesantes pasajes instrumentales, sin despegarse del lado convencional. Las composiciones y la interpretación vocal nuevamente se las reparten entre Charly García y David Lebón. Como ya es costumbre, el aporte de Charly es el que sobresale del grupo; esto evidenciado en que compone la mayor parte de canciones del álbum.

### Presentación y recepción
El larga duración fue presentado en el estadio Obras Sanitarias los días 6 y 7 de junio de 1980, con una asombrosa escenografía realizada por Renata Schussheim. Bicicleta le abrirá las puertas por ejemplo para participar en el Río Monterrey Jazz Festival en la edición de ese mismo año, de unirse con la banda argentina Spinetta Jade y hacer un show en conjunto en Obras Sanitarias y por último, la presentación de la banda en La Rural el 30 de diciembre de 1980 ante 60.000 personas.
Bicicleta es considerado por muchos[¿quién?] como el mejor disco de Serú Girán, o por lo menos uno de los más populares y reconocidos. El disco fue lanzado en pleno régimen dictatorial en la Argentina. Justamente el contenido del disco no se calla, está cargado de una fuerte crítica contra la dictadura (con mensajes muchas veces sutiles) describiendo la realidad que aquejaba al país.

## Lista de canciones
| N.º | Título                          | Escritor(es)                | Vocalísta(s) Principal(es) | Duración |  |
| 1.  | «A los jóvenes de ayer»         | Charly García               | Charly García              | 09:25    |  |
| 2.  | «Cuánto tiempo más llevará»     | David Lebón                 | David Lebón                | 03:56    |  |
| 3.  | «Canción de Alicia en el país»  | Charly García               | Charly García              | 04:26    |  |
| 4.  | «La luna de marzo»              | Pedro Aznar                 | Tema instrumental          | 03:28    |  |
| 5.  | «Mientras miro las nuevas olas» | Charly García               | Charly García              | 03:58    |  |
| 6.  | «Desarma y sangra»              | Charly García               | Charly García              | 03:40    |  |
| 7.  | «Tema de Nayla»                 | David Lebón                 | David Lebón                | 06:54    |  |
| 8.  | «Encuentro con el diablo»       | Charly García - David Lebón | David Lebón                | 05:00    |  |

## Músicos
- Charly García: piano eléctrico Yamaha CP70, sintetizadores (Mini Moog, etc), teclados, guitarra eléctrica, guitarra acústica y voz.
- David Lebón: guitarra eléctrica, guitarra acústica, percusión y voz.
- Pedro Aznar: bajo eléctrico fretless, sintetizador Oberheim OB-X, guitarra y coros.
- Oscar Moro: batería y percusión.

### Músicos invitados
- Diego Rapoport: piano eléctrico Fender Rhodes en "Tema de Nayla".
- Benny Izaguirre: vientos en "Encuentro con el diablo".
- Bernardo Baraj: vientos en "Encuentro con el diablo".
- Luis Casalla: vientos en "Encuentro con el diablo".

## Técnicos de grabación
- Estudio ION: Amilcar Gilabert, Juan Carlos Acedo, Jorge Da Silva y Roberto Fernández.
- Estudios Del Cielito: Gustavo Gauvry y David Lebón. "Canción de Alicia en el país" fue la primera obra que se grabó en este nuevo estudio, en Calle del Cielito (Parque Leloir, Udaondo, en el oeste del Gran Buenos Aires, a unos 25 km de Capital Federal).
- Pedro Aznar, en su casa (sólo el instrumental "La luna de marzo").